# El meu germà persegueix dinosaures
El meu germà persegueix dinosaures és una pel·lícula del 2019 dirigida per Stefano Cipani i basada en la novel·la homònima de Giacomo Mazzariol, Mio fratello rincorre i dinosaure. Té per protagonistes Alessandro Gassmann, Isabella Ragonese i Rossy de Palma. El guió el firma Fabio Bonifaci, amb la col·laboració de Giacomo Mazzariol.
Es va gravar a Cento, Pieve di Cento, Anzola dell'Emilia i Bolonya. La pel·lícula es va presentar a l'Eventi speciali-Le giornate degli autori, del Festival Internacional de Cinema de Venècia de 2019. Es va distribuir en sales de cinema italianes a partir del 5 de setembre de 2019.
La pel·lícula va recaptar 2,5 milions d'euros. A Itàlia, va ocupar el lloc 36è de les pel·lícules més vistes de la temporada 2019-2020. Va guanyar el premi David di Donatello a la millor pel·lícula Jove i el premi a la millor pel·lícula juvenil de l'Acadèmia de Cinema Europeu, on més de 2.000 joves de 32 països la van escollir com la millor pel·lícula del 2019. El juliol de 2020 es va estrenar el doblatge en català.

## Argument
Jack té cinc anys, dues germanes, i desitja amb totes les seves forces un germà per jugar a «coses de nois». Un dia, els pares li anuncien que tindrà un germà i que serà especial. Està boig d'alegria, ja que «especial» per a ell significa «superheroi». Després del naixement del seu germà Giovanni, Jack entén que sí que és diferent dels altres i descobreix les paraules «síndrome de Down». És en aquest moment quan el seu entusiasme es transforma en rebuig i vergonya. Haurà de passar l'adolescència per adonar-se que la seva idea inicial no estava tan equivocada: el seu germà Gio contagia tanta vitalitat que arriba a concloure que potser sí que és un superheroi de veritat i que, en qualsevol cas, és el seu millor amic.